# Fabrício Bruno
Fabrício Bruno Soares de Faria Junior (Ibirité, 12 de fevereiro de 1996) é um futebolista brasileiro que atua como zagueiro. Atualmente, joga pelo Cruzeiro.

## Carreira

### Início
Nascido em Ibirité, Fabrício Bruno começou a jogar bola em uma escolinha de sua cidade natal, tendo logo após ido para Comercial de Barreiro e depois ao Desportivo Minas, antes de chegar ao Cruzeiro em junho de 2013.

### Cruzeiro

#### 2016
Fabrício se consolidou por sua liderança nos times de base, tendo sido o capitão da Raposa mineiro na Copa São Paulo de Futebol Júnior de 2016 e um dos destaques do time, mesmo com a eliminação do clube nas quartas de final após derrota de 2–0 para o Vitória. Com suas boas atuações, em 2016 começou a treinar no time principal sendo observado pelo então técnico do clube Deivid, teve seu contrato renovado até 2019 e foi promovido ao time principal em fevereiro.
Sua estreia pelo time principal ocorreu no dia 10 de abril, na vitória por 3–2 sobre o Boa Esporte, em partida que o técnico Deivid poupou o time titular e deu chance aos reservas da equipe. Fez seu primeiro gol na carreira e pelo Cruzeiro em 29 de junho, na derrota de 3–2 para a Chapecoense, válida pela 12ª rodada do Campeonato Brasileiro. Na ocasião, Fabrício Bruno marcou o gol que empatou o jogo em 2–2, mas a Chape acabou fazendo o terceiro e venceu a partida. Sua primeira partida como titular foi no dia 16 de junho, na derrota por 1–0 sobre o Flamengo, válida pela 8ª rodada do Campeonato Brasileiro. Em 19 de dezembro, foi anunciado o seu empréstimo para Chapecoense até dezembro de 2017, com os salários sendo pagos de forma integral pelo time de Chapecó. Por causa do empréstimo, Fabrício renovou o contrato com Cruzeiro por mais um ano. Nesta primeira passagem, disputou apenas oito jogos e marcou um gol pelo time celeste.

### Chapecoense

#### 2017
Fabrício Bruno foi apresentado oficialmente pela Chapecoense no dia 19 de janeiro. Marcou seu primeiro gol com a camisa do time catarinense no dia 20 de agosto, na vitória por 2–0 sobre o Palmeiras, fora de casa, válida pela 21ª rodada do Campeonato Brasileiro. O zagueiro foi titular em praticamente todos os jogos e ao todo, atuou em 40 partidas na sua primeira temporada.

#### 2018
Fez seu segundo gol em 19 de fevereiro, na vitória de 2–0 sobre o Avaí na 9ª rodada do Campeonato Catarinense. Após ter atuado em apenas nove jogos e ser titular absoluto, acabou tendo um ano com poucas atuações devido à uma pubalgia sofrida em fevereiro, ficando quase sete meses parado. Antes de voltar ao time principal, atuou em dois jogos pelo time Sub-23 no Campeonato Brasileiro de Aspirantes de 2018, contra o Internacional e Santos.
Voltou ao time principal apenas no final da temporada, recuperando titularidade e atuando em 16 partidas, encerrando o ano com boas atuações na defesa ao lado de Douglas Grolli.

#### 2019
Em 4 de janeiro, foi anunciado a renovação de mais um ano de seu empréstimo, tendo chegado a sua terceira temporada pelo clube catarinense. Com isso, Fabrício renovou seu contrato mais uma vez com o Cruzeiro, desta vez indo até 2021. Apesar de terem acertado mais um ano de empréstimo, em 13 de janeiro foi anunciado sua volta ao time mineiro pelo fato de Manoel ter ido ao Corinthians, abrindo uma vaga no elenco e por isso o clube havia pedido seu retorno. Ao todo, atuou em 58 partidas pelo clube catarinense, tendo feito dois gols.

### Retorno ao Cruzeiro
Após entrar no decorrer contra o Boa Esporte no Campeonato Mineiro e o Huracan na Libertadores, foi titular pela primeira vez em 10 de março na vitória de 3–0 sobre o Tombense, em jogo que então Mano Menezes escalou os reservas. Nessa passagem, se solidificou como titular no segundo semestre da temporada, atuando em 26 partidas pelo clube. Por suas boas atuações, recebeu propostas do Braga em junho e do Celtic, mas que foram recusadas pelo clube mineiro.
No final de sua passagem pelo clube, Fabrício acabou processando o clube mineiro e indo à justiça por uma divisão mais 4 milhões de reais, mas aceitou removê-la seu contrato fosse caso rescindido e ficasse livre no mercado, fato que ocorreu em 14 de janeiro. O clube manteve 25% dos direitos e recebeu cerca de R$ 500 mil pela sua transferência que seriam R$2,5 milhões, mas a matriz do Bragantuno decidiu travar as negociações em função do processo. Ao todo, somando as duas passagens pelo clube mineiro jogou em 34 partidas e um gol pelo Cruzeiro.

### Red Bull Bragantino

#### 2020
Em 20 de janeiro, foi anunciado como novo reforço do Red Bull Bragantino. Fez sua estreia pelo massa bruta em 15 de fevereiro, na vitória por 3–0 sobre o Oeste na 6ª rodada do Campeonato Paulista.
Completou 100 jogos na carreira em 4 de agosto, na vitória de 1–0 sobre o Guarani na final do Campeonato Paulista do Interior, sendo esse seu primeiro título com a camisa do Massa Bruta.

#### 2021
Seu primeiro gol com a camisa do Bragantino foi feito na sua 14ª partida pelo clube no dia 6 de janeiro de 2021, na vitória por 4–2 sobre o São Paulo na 28ª rodada do Campeonato Brasileiro. Devido as boas atuações, foi observado e especulado por times europeus especificamente da Itália e Portugal no meio da temporada. Foi um dos destaques do elenco que levou o Bragantino a disputar a primeira Copa Sul-Americana de sua história e retornar a uma competição continental após 25 anos ausente ao terminar o Campeonato Nacional em 10º lugar.
Fez um dos gols na vitória por 2–0 sobre o Emelec na 4ª rodada da fase de grupos da Sul-Americana em 11 de maio. Fabrício Bruno voltou a balançar as redes no dia 14 de julho, na vitória por 2–0 sobre o Indepediente Del Valle, no jogo de ida das oitavas da Sul-Americana. O zagueiro chegou aos 50 jogos com a camisa do Massa Bruta em 18 de julho, no empate de 2–2 com o Santos, pela 12ª rodada do Brasileirão. Em julho, nas suas 26 partidas do Brasileirão na temporada, Fabrício era o líder em cortes (119) e passes certos (1 107), segundo em lançamentos certeiros (128) e terceiro em divididas ganhas (98). Entre outros zagueiros do Campeonato, era o terceiro em lançamentos certos (128), quarto em passes certeiros (1107) e sexto em cortes (119). Também havia sido titular em 46 dos 49 jogos do time na temporada.
O Bragantino chegou à final da Sul-Americana, porém acabou sendo derrotado por 1–0 para o Athletico Paranaense e ficou com o vice-campeonato. Apesar de não ficar com título, Fabrício foi eleito para Seleção do torneio juntamente com outros dois companheiros de time, o zagueiro Léo Ortiz e o atacante Artur. No Campeonato Brasileiro, ajudou o Bragantino a conquistar a inédita vaga para a Copa Libertadores. O zagueiro encerrou a temporada como um dos destaques do clube, tendo sido o líder em passes certos do time e com 57 jogos dispurados na temporada, com dois gols e uma assistência.

#### 2022
Disputou apenas quatro partidas do Paulista no ano antes de despedir-se do Bragantino. Ao todo, atuou em 82 partidas e marcou três gols pelo time de Bragança Paulista.

### Flamengo
Foi anunciado e apresentado pelo rubro-negro em 9 de fevereiro de 2022, assinando contato até 2025 e utilizando a camisa 15.Fez sua estreia pelo Flamengo em 13 de fevereiro, na vitória de 5–0 sobre o Nova Iguaçu na 6ª rodada do Campeonato Carioca, tendo uma atuação boa e elogiada. Vinha sendo titular absoluto e tendo sequência com oito jogos (todos como titular) no time até 30 de março, quando lesionou-se no jogo de ida da final do Campeonato Carioca contra o Fluminense, tendo o time tomado dois gols logo após sua saída. Antes de sua lesão, contribuiu com 18 desarmes certos (segunda melhor marca do time), teve 333 passes certos (terceira melhor marca do time) e cometeu apenas oito faltas, sem ter recebido nenhum um cartão.
Foi relacionado e cotado para ser titular no jogo de volta em 2 de abril, mas sentiu dores antes do início e foi cortado. Fabrício voltaria atuar apenas quatro meses depois, numa derrota por 1–0 para o Corinthians, válida pela 16ª rodada do Campeonato Brasileiro.
Em jogo válido pela 22ª rodada do Campeonato Brasileiro em 14 de agosto, o placar foi aberto e ampliado em dois gols praticamente iguais: Marinho bateu o tiro de canto e Fabrício Bruno cabeceou para marcar duas vezes em menos de três minutos, sendo estes o primeiro e segundo gols de Fabrício com o manto sagrado, tendo sido eleito o melhor jogador da rodada.
Na vitória sobre o Atlético Mineiro na 32ª rodada do Brasileirão, concedeu a assistência para Everton Cebolinha fazer o gol da vitória por 1–0. Conquistou seu primeiro título pelo Flamengo ao sagrar-se campeão da Copa do Brasil em cima do Corinthians nos pênaltis por 6–5, depois do empate de 1–1 no tempo normal.
Fabrício logo tornou-se titular absoluto, chamando atenção pela velocidade, recuperação e jogo aéreo. Embora tenha terminado a temporada como reserva, fez grande dupla de zaga com Pablo no Brasileiro. Fabrício disputou 28 jogos, marcou dois gols.

#### 2023
Fabrício Bruno foi um dos principais destaques do clube numa temporada escassa de títulos, tendo participado de 64 dos 76 jogos da equipe, sendo o atleta que mais atuou na temporada e com maior regularidade. Além das boas atuações, integrou as Seleções do Campeonato Carioca e da Copa do Brasil.

#### 2024
Especulado em outros clubes devido a boa temporada passada, em 31 de janeiro foi anunciada a renovação de seu contrato até dezembro de 2028.
Chegou a marca de 100 partidas pelo clube em 25 de fevereiro, na vitória por 2–0 sobre o Fluminense, pela 10ª rodada do Campeonato Carioca. Antes da última rodada contra o Madureira em 2 de março, Fabrício recebeu um quadro em comemoração à marca, mas durante a partida acabou sofrendo um trauma na face após uma dividida, sendo substituído por Leo Pereira no intervalo. O Flamengo venceu por 3–0 e sagrou-se campeão da Taça Guanabara.
Após ter boas atuações na temporada sendo titular da equipe, Fabrício Bruno despertou interesse do West Ham, e no final de maio o clube inglês ofereceu uma proposta 15 milhões de euros, o equivalente a 83,6 milhões de reais. A diretoria rubro-negra viu com bons olhos a transferência e encaminhou a saída do atleta. No entanto, alegando motivos pessoais, o zagueiro recusou a proposta e decidiu permanecer no Flamengo.
Em 10 de janeiro de 2025, o Flamengo anunciou a saída de Fabrício Bruno para o Cruzeiro. Ao todo, Fabrício disputou 148 partidas pelo Flamengo durante as três temporadas que esteve na Gávea, marcando seis gols.

### Cruzeiro

#### 2025
Fez sua reestreia pelo Cruzeiro no dia 22 de janeiro, contra o Athletic, pelo Campeonato Mineiro. O zagueiro acabou tendo uma mau retorno no primeiro jogo, já que acabou fazendo o gol contra, que decretou a derrota de sua equipe.
Sendo peça defensiva fundamental no time de Leonardo Jardim, em junho Fabrício Bruno ultrapassou 800 minutos sem levar dribles, uma marca que demonstrou a consistência defensiva de sua dupla com Lucas Villalba.
Em 17 de julho, acompanhando a ótima fase de todo o time, marcou o primeiro gol da vitória por 2-0 contra o Fluminense no Maracanã, pelo Brasileirão. Após escanteio de Matheus Pereira, cabeceou no ângulo. O jogo deu ao Cruzeiro a liderança do campeonato.

## Seleção Brasileira
Em 11 de março de 2024, foi convocado por Dorival Júnior para os amistosos contra Espanha e Inglaterra nos dias 23 e 26 do mesmo mês, respectivamente, substituindo Marquinhos, lesionado. Essa foi sua primeira convocação para a Seleção. Fez sua estreia na vitória por 1–0 sobre a Inglaterra, atuando os 90 minutos.

## Estilo de jogo
Destro, Fabrício Bruno costuma atuar mais pelo lado direito da defesa e uma característica destacada é a eficácia na condução com a bola nas saídas de jogo, além de fazer bons lançamentos, ter imposição física, velocidade conciliada com uma boa estatura (1,92 m).

## Estatísticas
Atualizadas até 22 de fevereiro de 2025.

### Clubes
| Clube               | Temporada         | Campeonato Nacional | Campeonato Nacional | Campeonato Nacional | Copa Nacional[a] | Copa Nacional[a] | Copa Nacional[a] | Competições Continentais[b] | Competições Continentais[b] | Competições Continentais[b] | Outros Torneios[c] | Outros Torneios[c] | Outros Torneios[c] | Total | Total | Total   |
| Clube               | Temporada         | Jogos               | Gols                | Assist.             | Jogos            | Gols             | Assist.          | Jogos                       | Gols                        | Assist.                     | Jogos              | Gols               | Assist.            | Jogos | Gols  | Assist. |
| ------------------- | ----------------- | ------------------- | ------------------- | ------------------- | ---------------- | ---------------- | ---------------- | --------------------------- | --------------------------- | --------------------------- | ------------------ | ------------------ | ------------------ | ----- | ----- | ------- |
| Cruzeiro            | 2016              | 7                   | 1                   | 0                   | 0                | 0                | 0                | —                           | —                           | —                           | 1                  | 0                  | 0                  | 8     | 1     | 0       |
| Cruzeiro            | Total             | 7                   | 1                   | 0                   | 0                | 0                | 0                | 0                           | 0                           | 0                           | 1                  | 0                  | 0                  | 8     | 1     | 0       |
| Chapecoense         | 2017              | 25                  | 1                   | 0                   | 1                | 0                | 0                | 5                           | 0                           | 0                           | 9                  | 0                  | 0                  | 40    | 1     | 0       |
| Chapecoense         | 2018              | 7                   | 0                   | 0                   | —                | —                | —                | 2                           | 0                           | 0                           | 7                  | 1                  | 0                  | 16    | 1     | 0       |
| Chapecoense         | Total             | 32                  | 1                   | 0                   | 1                | 0                | 0                | 7                           | 0                           | 0                           | 16                 | 1                  | 0                  | 56    | 2     | 0       |
| Red Bull Bragantino | 2020              | 14                  | 1                   | 0                   | 1                | 0                | 0                | —                           | —                           | —                           | 6                  | 0                  | 0                  | 21    | 1     | 0       |
| Red Bull Bragantino | 2021              | 33                  | 0                   | 1                   | 3                | 0                | 0                | 13                          | 2                           | 0                           | 8                  | 0                  | 0                  | 57    | 2     | 1       |
| Red Bull Bragantino | 2022              | —                   | —                   | —                   | —                | —                | —                | —                           | —                           | —                           | 4                  | 0                  | 1                  | 4     | 0     | 1       |
| Red Bull Bragantino | Total             | 47                  | 1                   | 1                   | 4                | 0                | 0                | 13                          | 2                           | 0                           | 18                 | 0                  | 1                  | 82    | 3     | 2       |
| Flamengo            | 2022              | 13                  | 2                   | 1                   | 5                | 0                | 0                | 1                           | 0                           | 0                           | 9                  | 0                  | 0                  | 28    | 2     | 1       |
| Flamengo            | 2023              | 34                  | 0                   | 1                   | 10               | 0                | 0                | 9                           | 0                           | 0                           | 11                 | 3                  | 1                  | 64    | 3     | 2       |
| Flamengo            | 2024              | 28                  | 1                   | 0                   | 9                | 0                | 0                | 8                           | 0                           | 0                           | 11                 | 0                  | 0                  | 56    | 1     | 0       |
| Flamengo            | Total             | 75                  | 3                   | 2                   | 24               | 0                | 0                | 18                          | 0                           | 0                           | 31                 | 0                  | 0                  | 148   | 6     | 3       |
| Cruzeiro            | 2019              | 19                  | 0                   | 0                   | 1                | 0                | 0                | 3                           | 0                           | 0                           | 3                  | 0                  | 0                  | 26    | 0     | 0       |
| Cruzeiro            | 2025              | 0                   | 0                   | 0                   | 0                | 0                | 0                | 0                           | 0                           | 0                           | 8                  | 0                  | 1                  | 8     | 0     | 1       |
| Cruzeiro            | Total             | 19                  | 0                   | 0                   | 1                | 0                | 0                | 0                           | 0                           | 0                           | 11                 | 0                  | 1                  | 34    | 0     | 1       |
| Total na carreira   | Total na carreira | 180                 | 6                   | 3                   | 30               | 0                | 0                | 41                          | 2                           | 0                           | 66                 | 1                  | 1                  | 328   | 12    | 6       |

- a. ^ Jogos da Copa do Brasil
- b. ^ Jogos da Copa Sul-Americana, Copa Libertadores da América, Liga dos Campeões da UEFA, Liga Europa da UEFA e Recopa Sul-Americana
- c. ^ Jogos do Campeonato Mineiro, Campeonato Catarinense, Primeira Liga, J.League YBC Levain Cup/CONMEBOL, Campeonato Paulista, Campeonato Carioca, Supercopa do Brasil, Mundial de Clubes

### Seleção Brasileira
Abaixo estão listados todos jogos e gols do futebolista pela Seleção Brasileira, desde as categorias de base. Abaixo da tabela, clique em expandir para ver a lista detalhada dos jogos de acordo com a categoria selecionada. 
| Ano   |       |      |         |
| Ano   | Jogos | Gols | Assist. |
| ----- | ----- | ---- | ------- |
| 2024  | 2     | 0    | 0       |
| Total | 2     | 0    | 0       |

| #  | Data                | Local                                      | Resultado | Adversário | Gols | Competição |
| -- | ------------------- | ------------------------------------------ | --------- | ---------- | ---- | ---------- |
| 1. | 23 de março de 2024 | Estádio de Wembley, Wembley, Inglaterra    | 1–0       | Inglaterra | 0    | Amistoso   |
| 2. | 26 de março de 2024 | Estádio Santiago Bernabéu, Madrid, Espanha | 3–3       | Espanha    | 0    | Amistoso   |

## Títulos
Chapecoense
- Campeonato Catarinense: 2017

Cruzeiro
- Campeonato Mineiro: 2019

Red Bull Bragantino
- Campeonato Paulista do Interior: 2020

Flamengo
- Copa do Brasil: 2022, 2024
- Copa Libertadores da América: 2022
- Campeonato Carioca: 2024

### Prêmios individuais
- Seleção da Copa Sul-Americana: 2021[75]
- Seleção do Campeonato Carioca: 2023[76] e 2024[77]
- Seleção da Copa do Brasil: 2023[78]